# Filmes de 1937 da RKO Pictures

## A RKO em 1937

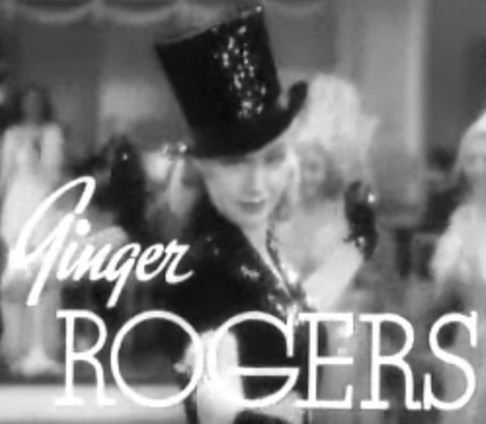
Ginger Rogers no trailer de Stage Door, uma das poucas produções importantes da RKO em 1937.

Animada com o sucesso financeiro de 1936, a RKO entrou otimista no novo ano. Até então, cada um de seus filmes era anunciado com um "Radio Pictures Presents" e a companhia era mais conhecida como "Radio". Entretanto, com a consolidação de várias subsidiárias (RKO Studios Inc., RKO Distributing Corporation etc) em uma única empresa, um novo (e futuramente famoso) logotipo foi providenciado, e as novas produções passaram a ser apresentadas com a frase "RKO Radio Pictures Presents".
Samuel Briskin foi despedido do cargo de chefe de produção e, mais uma vez, a função foi confiada a um relutante Pandro S. Berman. Briskin levou lucro ao estúdio, mas a qualidade dos filmes em 1937 piorou muito, caindo a níveis ainda mais baixos que os do ano anterior.
Os humoristas Joe Penner e Parkyakarkas foram contratados, mas não conseguiram transpor para o cinema o sucesso que tinham no rádio, sua área de atuação original. Outro talento que chegou foi Joan Fontaine, cuja carreira somente deslancharia após sua saída do estúdio. Uma perda irreparável, não só para a RKO, mas para todo o mundo das artes e espetáculos, foi George Gershwin, que faleceu logo após completar a trilha sonora de A Damsel in Distress.
A RKO estreou neste que foi seu ano mais prolífico, um total de 56 produções. A maioria, contudo, era formada por filmes B, destinados a completar sessões duplas. As maiores bilheterias foram obtidas com  That Girl from Paris, Shall We Dance, Sea Devils e There Goes My Girl. O grande lançamento do ano, porém, foi Snow White and the Seven Dwarfs, o primeiro longa-metragem de animação dos estúdios Disney, cujo extraordinário sucesso se prolongaria pelo ano seguinte. Quanto ao Oscar, apesar de vários filmes terem recebido indicações, apenas A Damsel in Distress  e o curta-metragem The Old Mill (também da Disney) foram premiados com uma estatueta cada.
O lucro líquido da RKO somou $1,821,165, quase $700,000 a menos que o divulgado no ano anterior.

## Prêmios Oscar
Foi a 10.ª cerimônia, com os filmes lançados em Los Angeles no ano de 1937
| Filme                           | Indicações                                                                                  | Premiações                        |
| ------------------------------- | ------------------------------------------------------------------------------------------- | --------------------------------- |
| A Damsel in Distress            | Melhor Direção de Arte Melhor Coreografia                                                   | Melhor Coreografia                |
| Hitting a New High              | Melhor Gravação de Som                                                                      | ---                               |
| The Old Mill                    | Melhor Curta-Metragem de Animação                                                           | Melhor Curta-Metragem de Animação |
| Quality Street                  | Melhor Trilha Sonora                                                                        | ---                               |
| Shall We Dance                  | [[Oscar de melhor canção original\|Melhor Canção Original                                   | ---]]                             |
| Snow White and the Seven Dwarfs | Melhor Trilha Sonora                                                                        | ---                               |
| Stage Door                      | Melhor Filme Melhor Diretor Melhor Atriz Coadjuvante (Andrea Leeds) Melhor Roteiro Adaptado | ---                               |

## Outras premiações[1]
- Stage Door fez parte das listas dos Dez Melhores Filmes do Ano, tanto do Film Daily quanto do National Board of Review.

## Os filmes do ano
| Título original                 | Título PT/BR                   | Título PT/PT                   | Astros                             | Diretor            |
| ------------------------------- | ------------------------------ | ------------------------------ | ---------------------------------- | ------------------ |
| Annapolis Salute                |                                |                                | James Ellison, Marsha Hunt         | Christy Cabanne    |
| Behind the Headlines            |                                |                                | Lee Tracy, Diana Gibson            | Richard Rosson     |
| The Big Shot                    |                                |                                | Guy Kibbee, Cora Witherspoon       | Edward Killy       |
| Border Cafe                     |                                |                                | Harry Carey, John Beal             | Lew Landers        |
| Breakfast for Two               | Patuscada Para Dois            | Almoço Para Dois               | Barbara Stanwick, Herbert Marshall | Alfred Santell     |
| China Passage                   |                                |                                | Constance Worth, Vinton Hayworth   | Edward Killy       |
| Criminal Lawyer                 |                                |                                | Lee Tracy, Margot Grahame          | Christy Cabanne    |
| A Damsel in Distress            | Cativa e Cativante             | Uma Donzela em Perigo          | Fred Astaire, Joan Fontaine        | George Stevens     |
| Danger Patrol                   |                                |                                | Sally Eilers, John Beal            | Lew Landers        |
| Don't Tell the Wife             |                                |                                | Guy Kibbee, Una Merkel             | Christy Cabanne    |
| Fight for Your Lady             | Anores de Budapeste            | O Rei dos Espadachins          | John Boles, Jack Oakie             | Benjamin Stoloff   |
| Fit for a King                  | O Rei Sem Coroa                |                                | Joe E. Brown, Helen Mack           | Edward Sedgwick    |
| Flight from Glory               | Fugindo à Glória               |                                | Chester Morris, Whitney Bourne     | Lew Landers        |
| Forty Naughty Girls             | À Cena o Autor                 |                                | James Gleason, ZaSu Pitts          | Edward F. Cline    |
| Hideaway                        |                                |                                | Fred Stone, Emma Dunn              | Richard Rosson     |
| High Flyers                     |                                |                                | Bert Wheeler, Robert Woolsey       | Edward F. Cline    |
| Hitting a New High              | Nas Asas da Fama               | O Rouxinol da Selva            | Lily Pons, Jack Oakie              | Raoul Walsh        |
| Hollywood Cowboy                | O Cowboy de Hollywood          | O Ídolo do Oeste               | George O'Brien, Cecilia Parker     | Ewing Scott        |
| The Life of the Party           | A Alma da Festa                | Corações em Festa              | Joe Penner, Gene Raymond           | William A. Seiter  |
| Living on Love                  |                                |                                | James Dunn, Whitney Bourne         | Lew Landers        |
| Make a Wish                     | Música do Coração              |                                | Bobby Breen, Basil Rathbone        | Kurt Neumann       |
| The Man Who Found Himself       | Dolorosa Renúncia              | O Homem Que Se Reabilitou      | John Beal, Joan Fontaine           | Lew Landers        |
| Meet the Missus                 |                                |                                | Victor Moore, Helen Broderick      | Joseph Santley     |
| Music for Madame                |                                | Canto Só Para Ela              | Nino Martini, Joan Fontaine        | John G. Blystone   |
| New Faces of 1937               | Caras Novas de 1937            |                                | Joe Penner, Milton Berle           | Leigh Jason        |
| On Again -- Off Again           | Ora, Pílulas!                  |                                | Bert Wheeler, Robert Woolsey       | Edward F. Cline    |
| The Outcasts of Poker Flat      | Coração de Jogador             |                                | Preston Foster, Jean Muir          | Christy Cabanne    |
| Park Avenue Logger              | Campeão de Luvas Brancas       | O Rapaz da Cidade              | George O'Brien, Beatrice Roberts   | David Howard       |
| The Plough and the Stars        | Horas Amargas                  | A Primeira Batalha             | Barbara Stanwick, Preston Foster   | John Ford          |
| Quality Street                  | A Rua da Vaidade               | Bairro Elegante                | Katharine Hepburn, Franchot Tone   | George Stevens     |
| Quick Money                     |                                |                                | Fred Stone, Gordon Jones           | Edward Killy       |
| Racing Lady                     |                                |                                | Ann Dvorak, Smith Ballew           | Wallace Fox        |
| Riding on Air                   | Macaquinhos no Sótão           |                                | Joe E. Brown, Guy Kibbee           | Edward Sedgwick    |
| Saturday's Heroes               | Heróis do Futebol              |                                | Van Heflin, Marian Marsh           | Edward Killy       |
| Sea Devils                      | Heróis do Mar                  | Demónios do Mar                | Victor McLaglen, Preston Foster    | Benjamin Stoloff   |
| Shall We Dance                  | Vamos Dançar?                  | Vamos Dançar?                  | Fred Astaire, Ginger Rogers        | Mark Sandrich      |
| She's Got Everything            | Ela Tem "It"                   |                                | Gene Raymond, Ann Sothern          | Joseph Santley     |
| Snow White and the Seven Dwarfs | Branca de Neve e os Sete Anões | Branca de Neve e os Sete Anões | Animação                           | William Cottrell   |
| The Soldier and the Lady        |                                | Miguel Strogoff                | Anton Walbrook, Elizabeth Allan    | George Nichols Jr. |
| Stage Door                      | No Teatro da Vida              | A Porta das Estrelas           | Katharine Hepburn, Ginger Rogers   | Gregory La Cava    |
| Super-Sleuth                    | O Portento                     |                                | Jack Oakie, Ann Sothern            | Benjamin Stoloff   |
| That Girl from Paris            | A Parisiense                   | Essa Pequena de Paris          | Lily Pons, Jack Oakie              | Leigh Jason        |
| There Goes My Girl              | Casamento a Prestações         |                                | Gene Raymond, Ann Sothern          | Ben Holmes         |
| There Goes the Groom            | Amores Mal Parados             |                                | Ann Sothern, Burgess Meredith      | Joseph Santley     |
| They Wanted to Marry            |                                |                                | Betty Furness, Gordon Jones        | Lew Landers        |
| The Toast of New York           | O Ídolo de Nova York           | Três Aventureiros              | Edward Arnold, Cary Grant          | Rowland V. Lee     |
| Too Many Wives                  |                                |                                | Anne Shirley, John Morley          | Ben Holmes         |
| Victoria the Great              |                                | Rainha Vitória                 | Anna Neagle, Anton Walbrook        | Herbert Wilcox     |
| We Who Are About to Die         |                                |                                | Preston Foster, Ann Dvorak         | Christy Cabanne    |
| We're on the Jury               |                                |                                | Victor Moore, Helen Broderick      | Ben Holmes         |
| When's Your Birthday?           | Feiticeiro Enfeitiçado         | O Rei dos Adivinhos            | Joe E. Brown, Marian Marsh         | Harry Beaumont     |
| Windjammer                      | Pirataria Moderna              |                                | George O'Brien, Constance Worth    | Ewing Scott        |
| Wise Girl                       | Moça de Expediente             |                                | Miriam Hopkins, Ray Milland        | Leigh Jason        |
| The Woman I Love                | Inferno Entre Nuvens           |                                | Paul Muni, Miriam Hopkins          | Anatole Litvak     |
| You Can't Beat Love             | A Sorte Não Se Compra          |                                | Preston Foster, Joan Fontaine      | Christy Cabanne    |
| You Can't Buy Luck              |                                |                                | Onslow Stevens, Helen Mack         | Lew Landers        |